# Albert Pinkham Ryder
Albert Pinkham Ryder (New Bedford, Massachusetts, 1847 — Nova York, 1917) fou un pintor estatunidenc de temes imaginatius i una de les figures pioneres de l'art nord-americà.

## Biografia
Els seus avis paterns pertanyien a una estricta secta metodista, les dones de la qual vestien a la manera dels quàquers. El 1879 la seua família es va traslladar a Nova York, ciutat on viuria la major part de la seua vida com un ésser solitari i somiador, tot i que va viatjar per Europa durant els anys 1877, 1882, 1887 i 1896. Va estudiar durant un temps a la National Academy of Design i, també, amb el retratista i gravador William Marshall. La seua primera exposició fou a la National Academy of Design l'any 1873. El 1877 es va traslladar a Londres durant un mes i els anys 1887 i 1896 va travessar l'Atlàntic en ambdues direccions en un vaixell capitanejat per un amic seu.
El 1915 la seua salut es va deteriorar i va morir el 28 de març del 1917 a casa d'un amic. Fou enterrat al cementiri rural del seu lloc de naixement a New Bedford (Massachusetts).

## Galeria

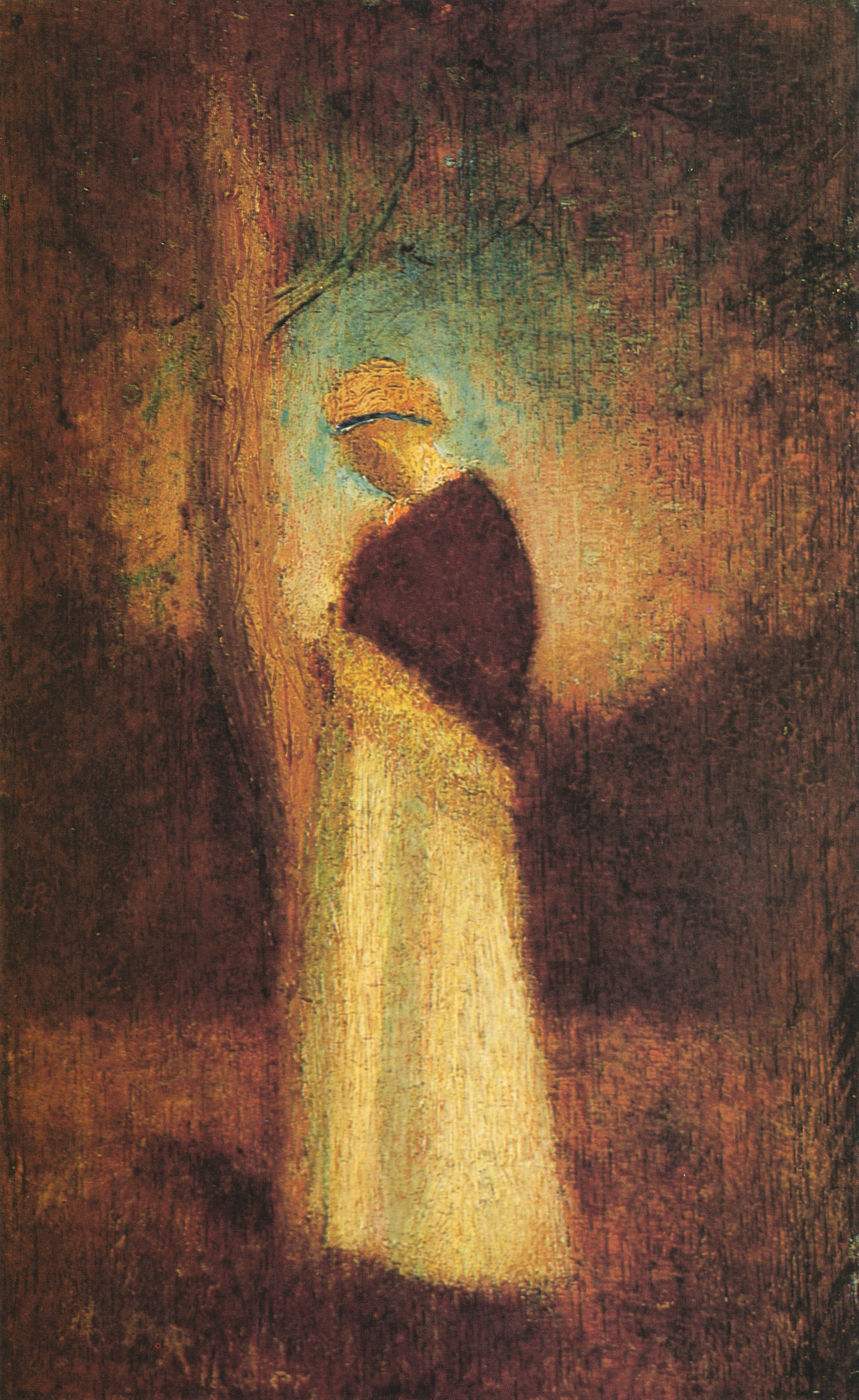
Spirit of Autumn (cap al 1875)
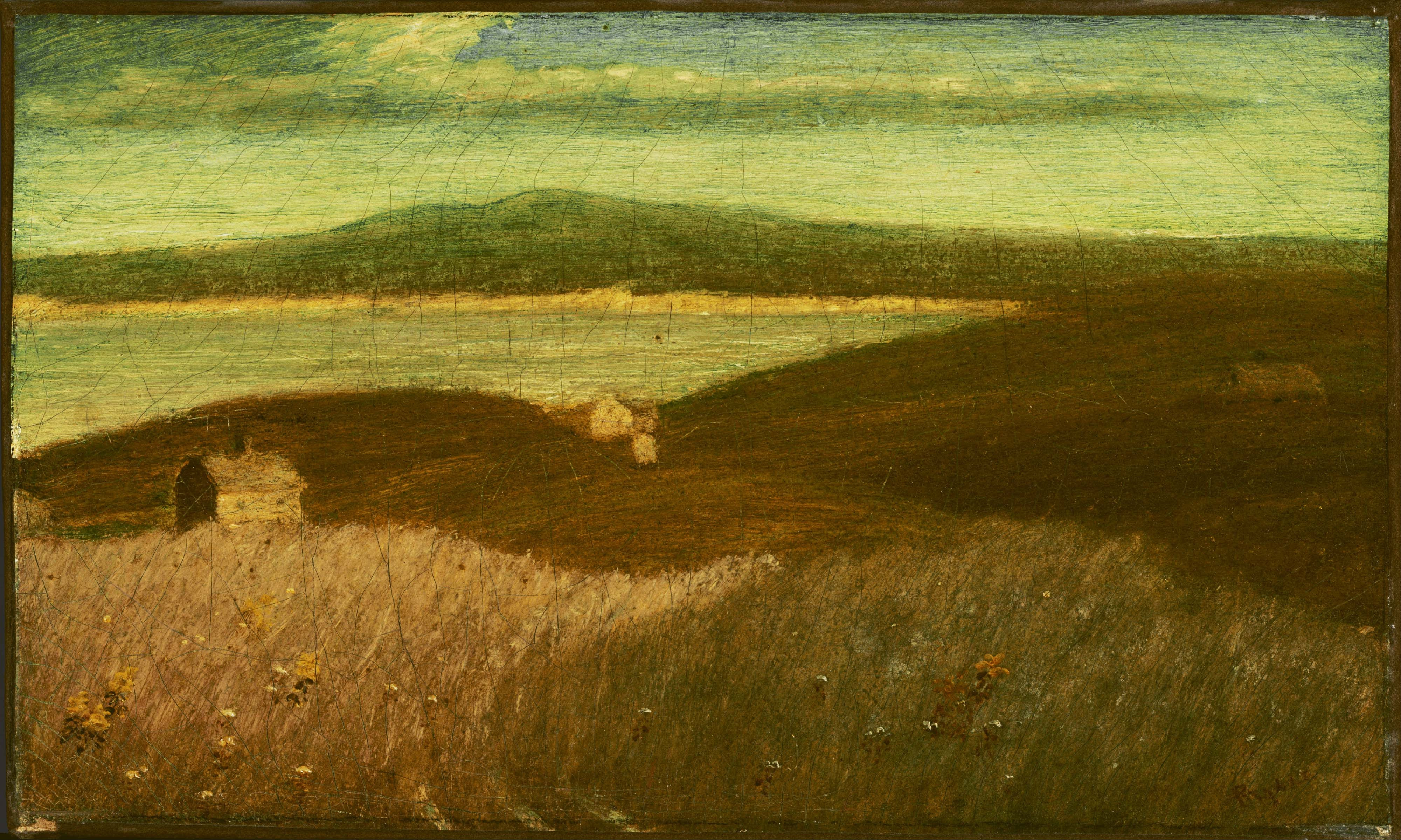
Gay Head
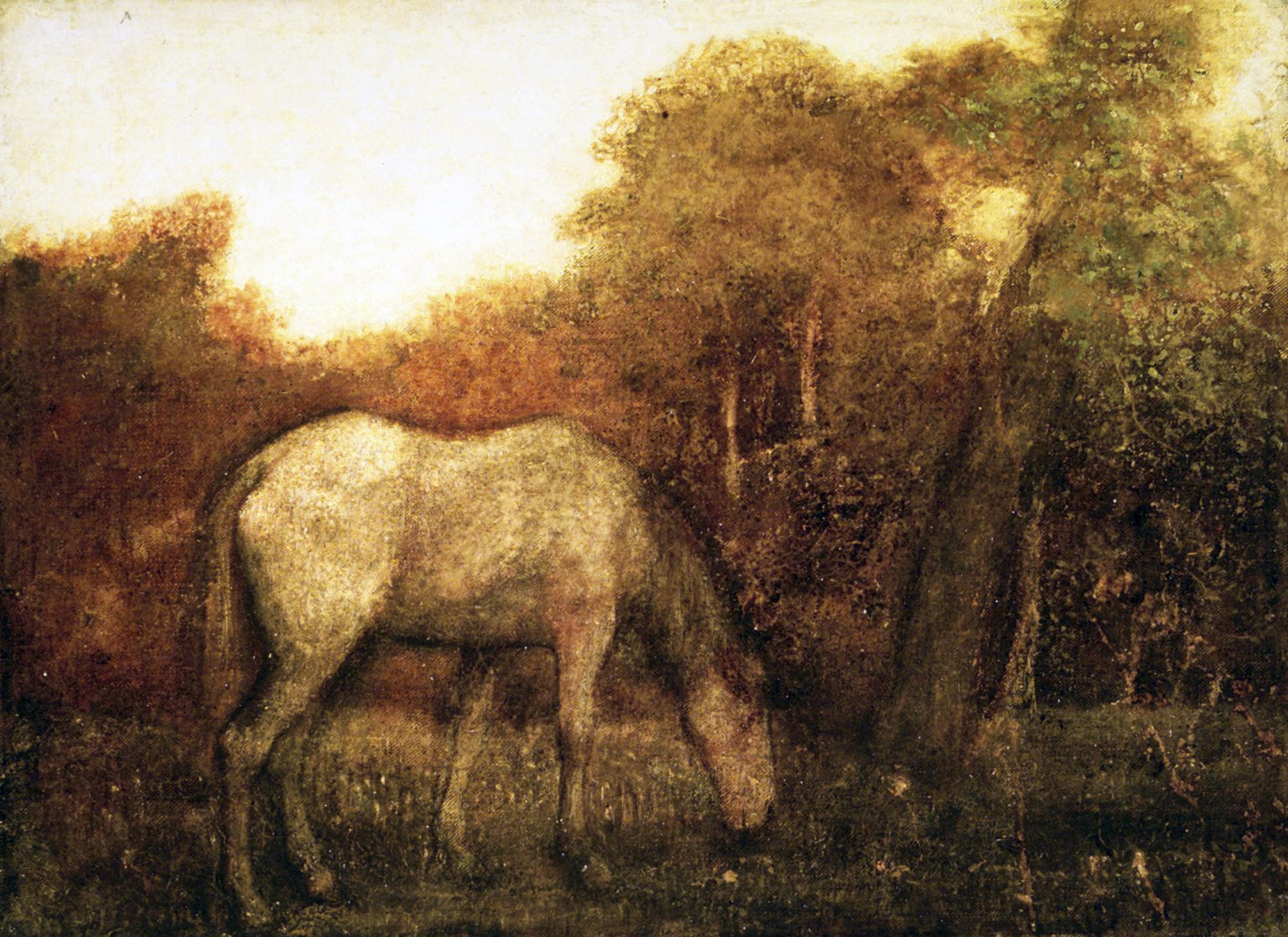
The Grazing Horse (entre 1872 i 1878)
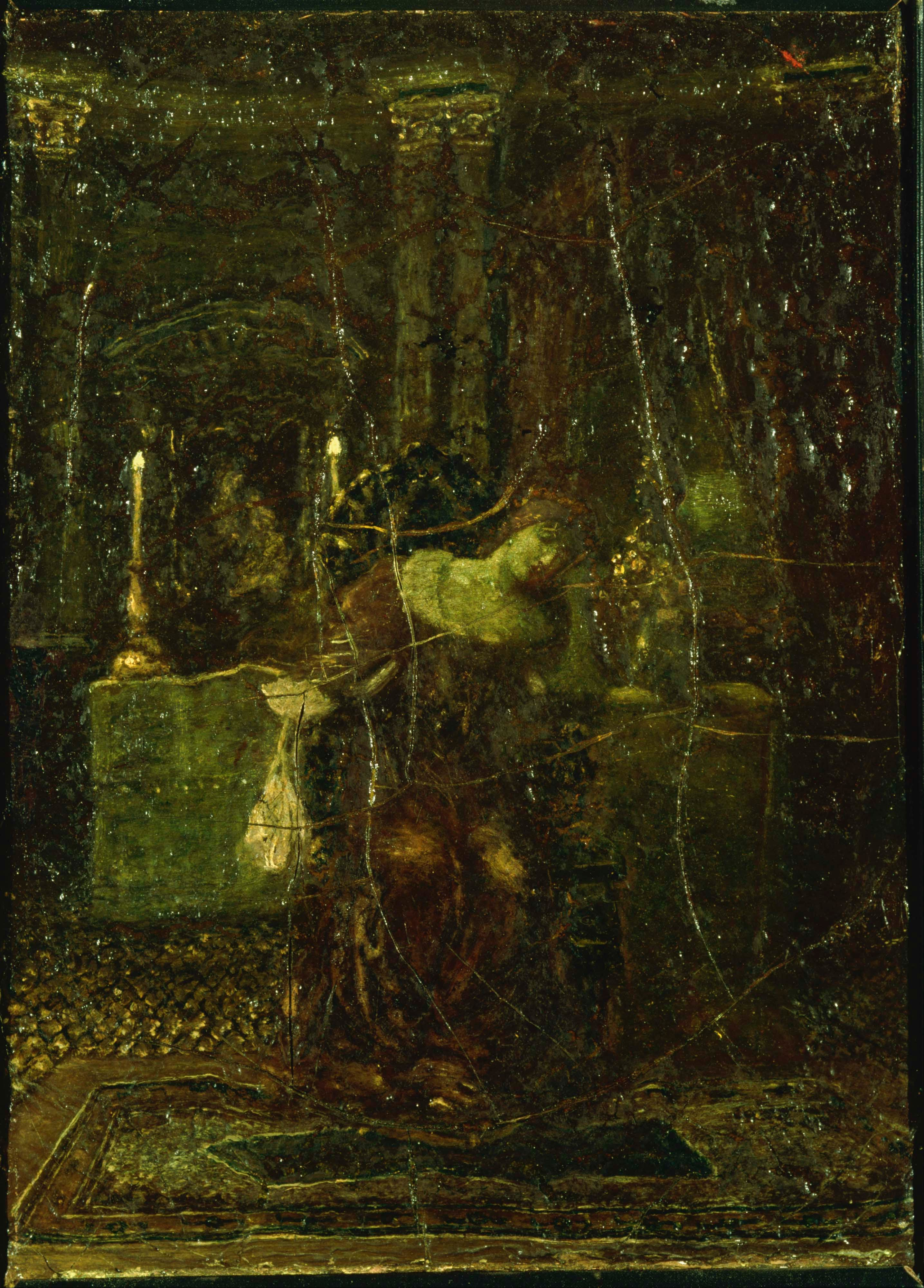
Desdemona (1896)
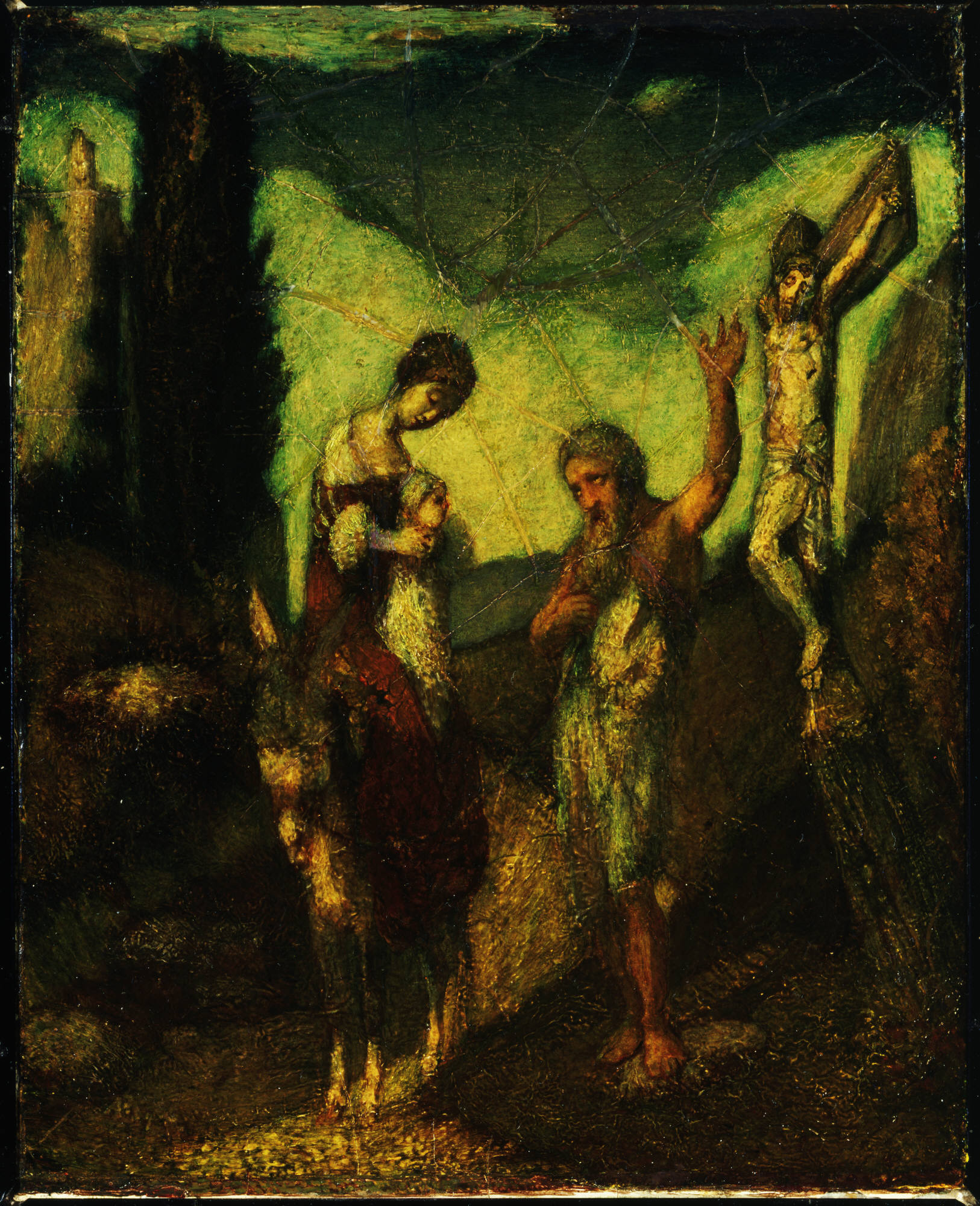
The Story of the Cross (cap al 1890)
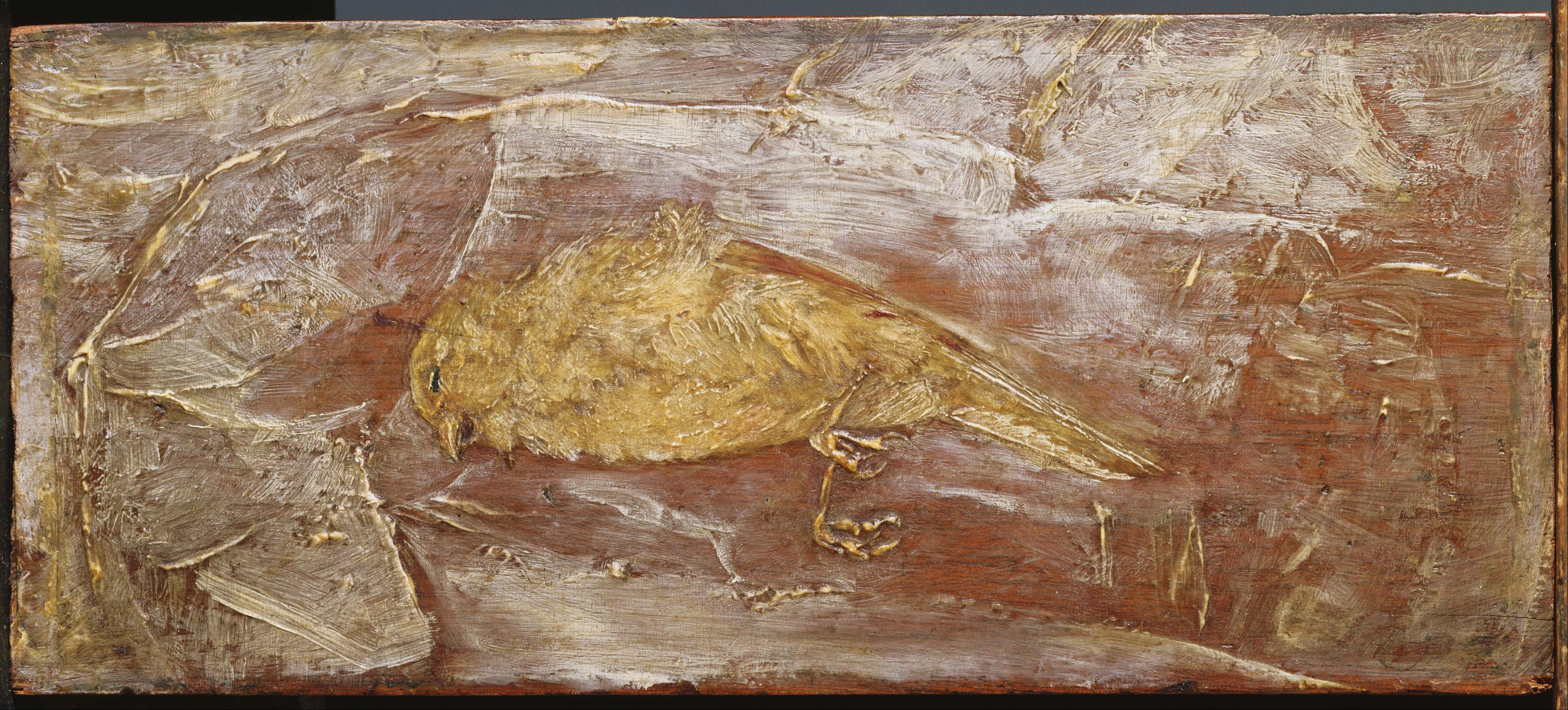
Dead Bird (Dècada del 1890)
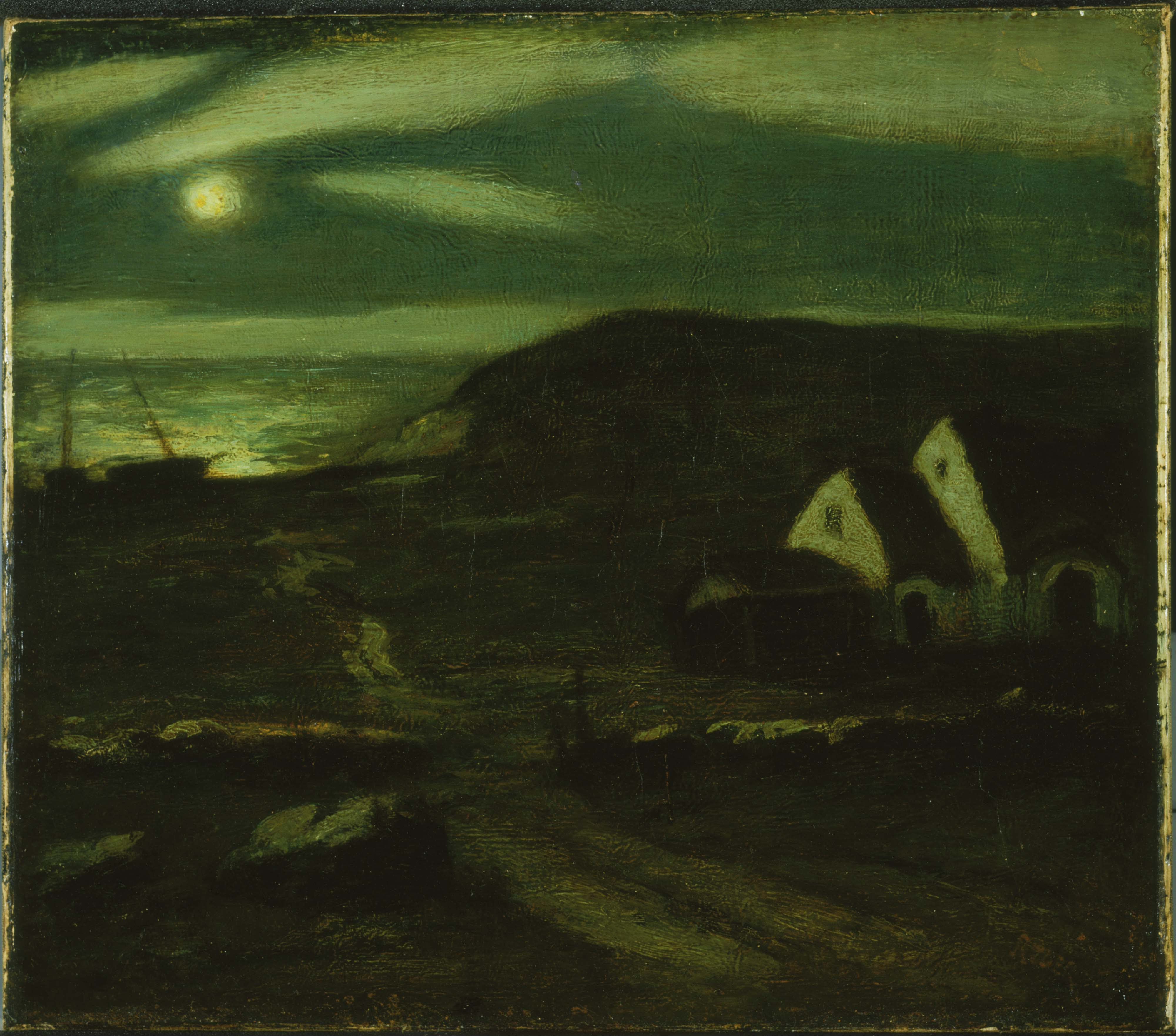
Fisherman's Hut
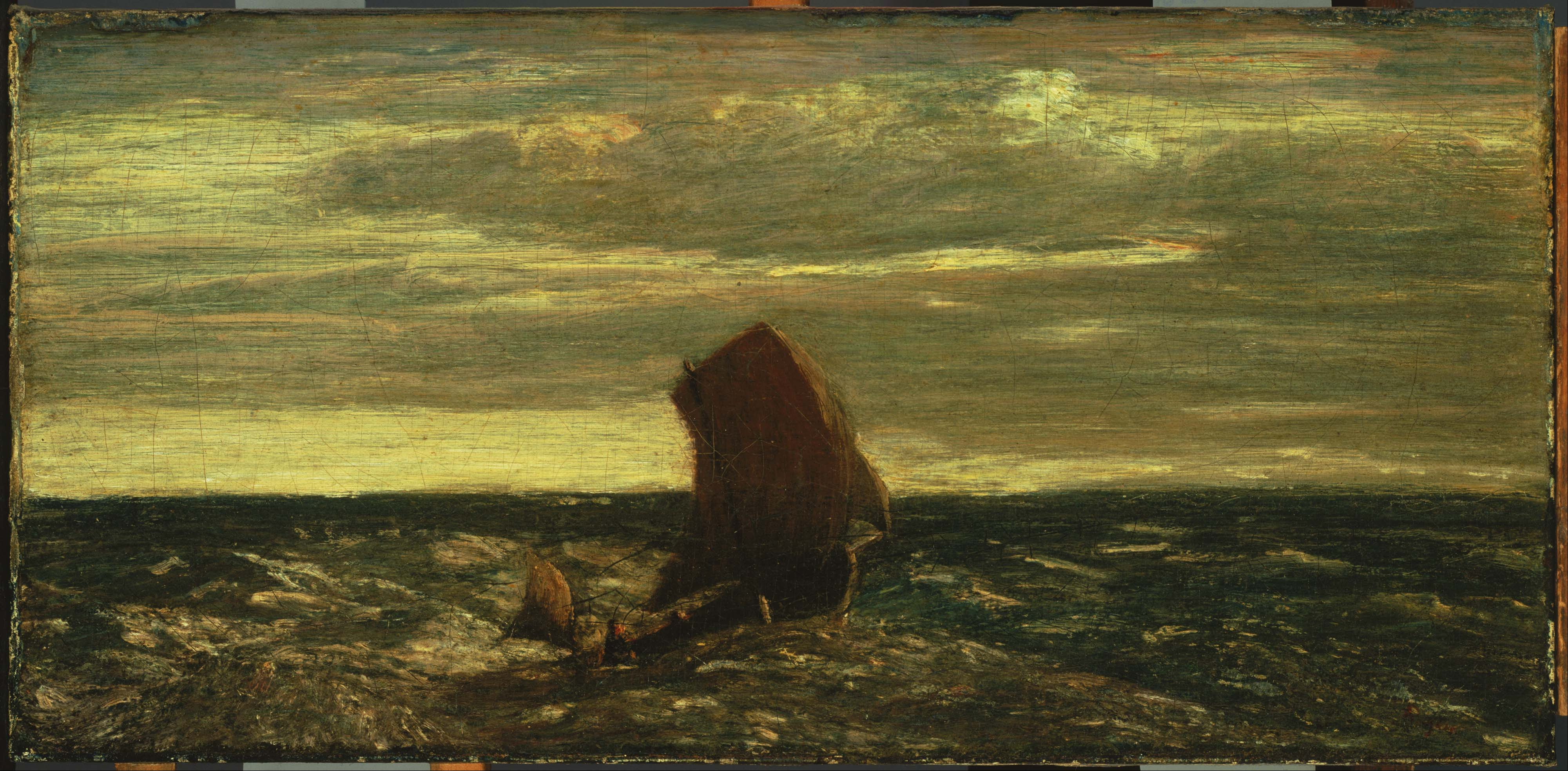
Homeward Bound (circa 1893-1894)
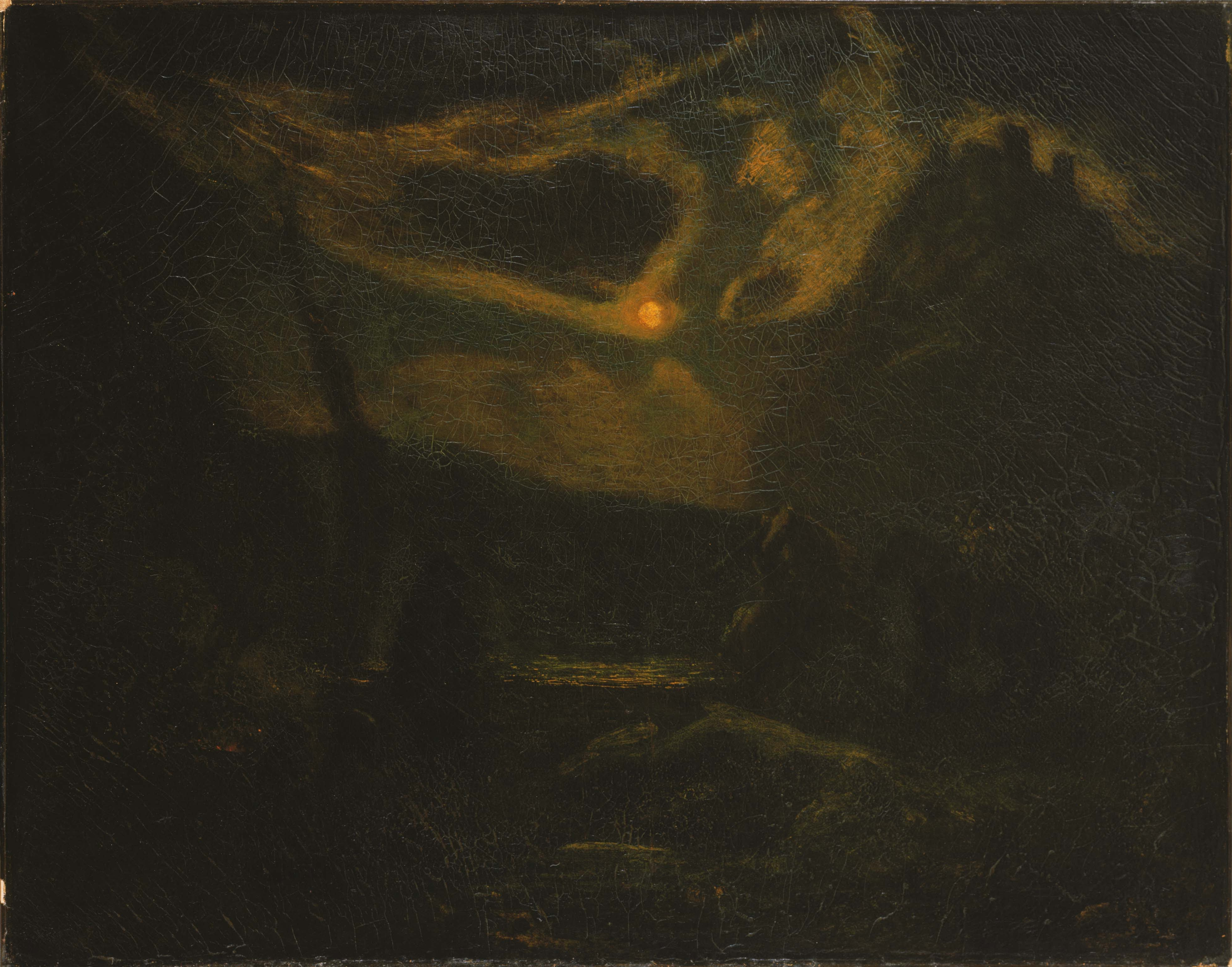
Macbeth and the Witches
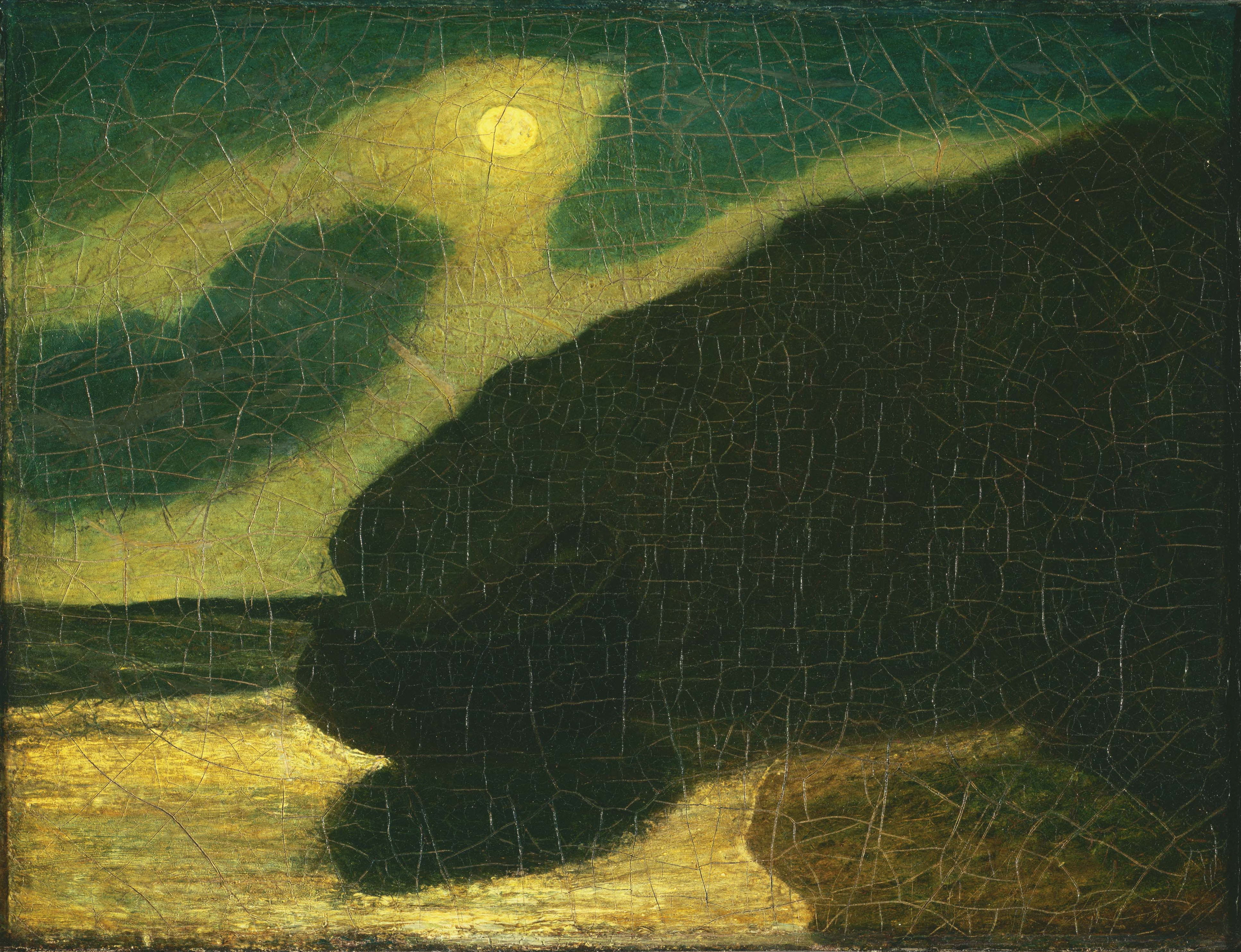
Moonlit Cove
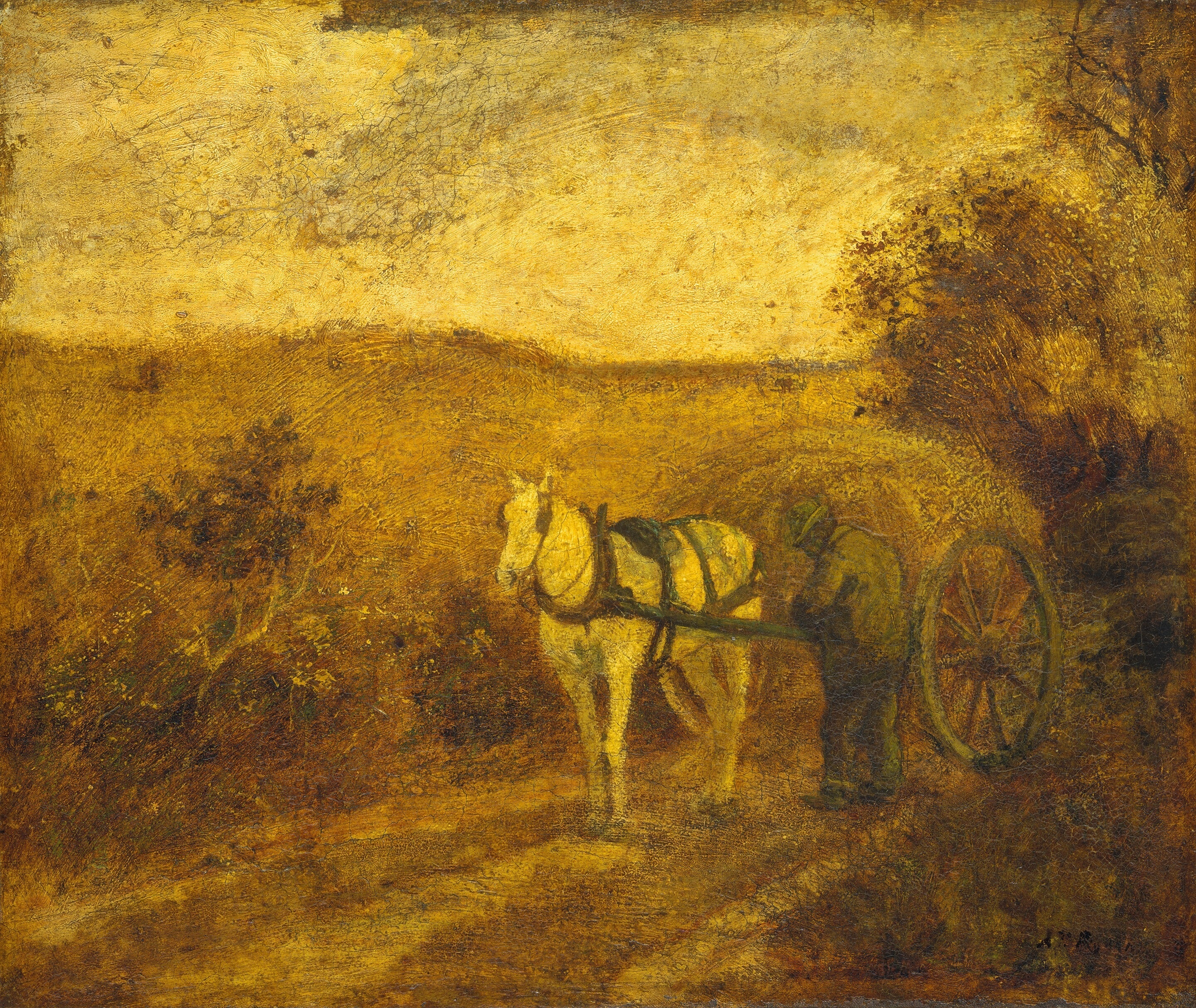
Mending the Harness (final de la dècada del 1870)
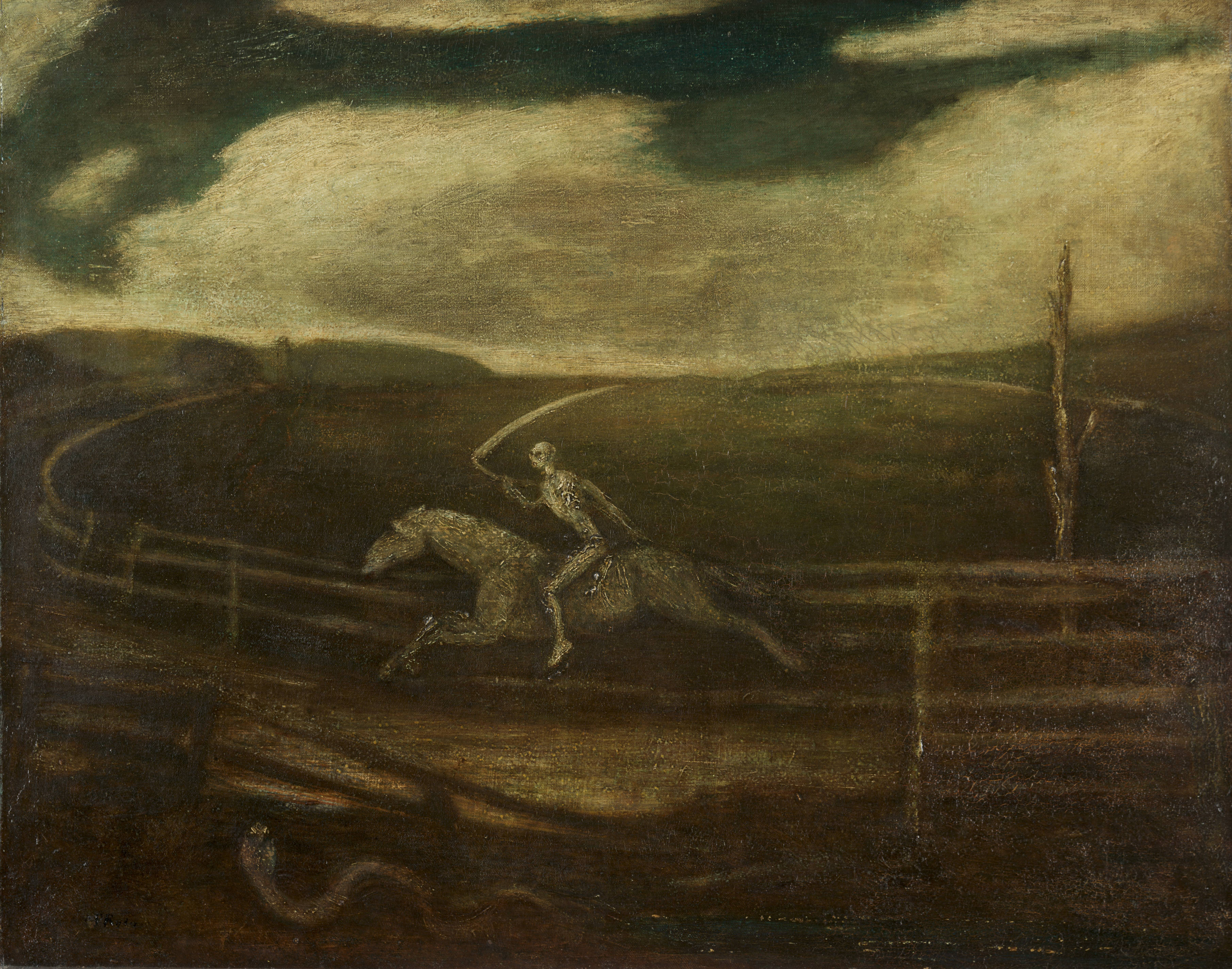
Mort sobre un cavall blanc (1895-1910)
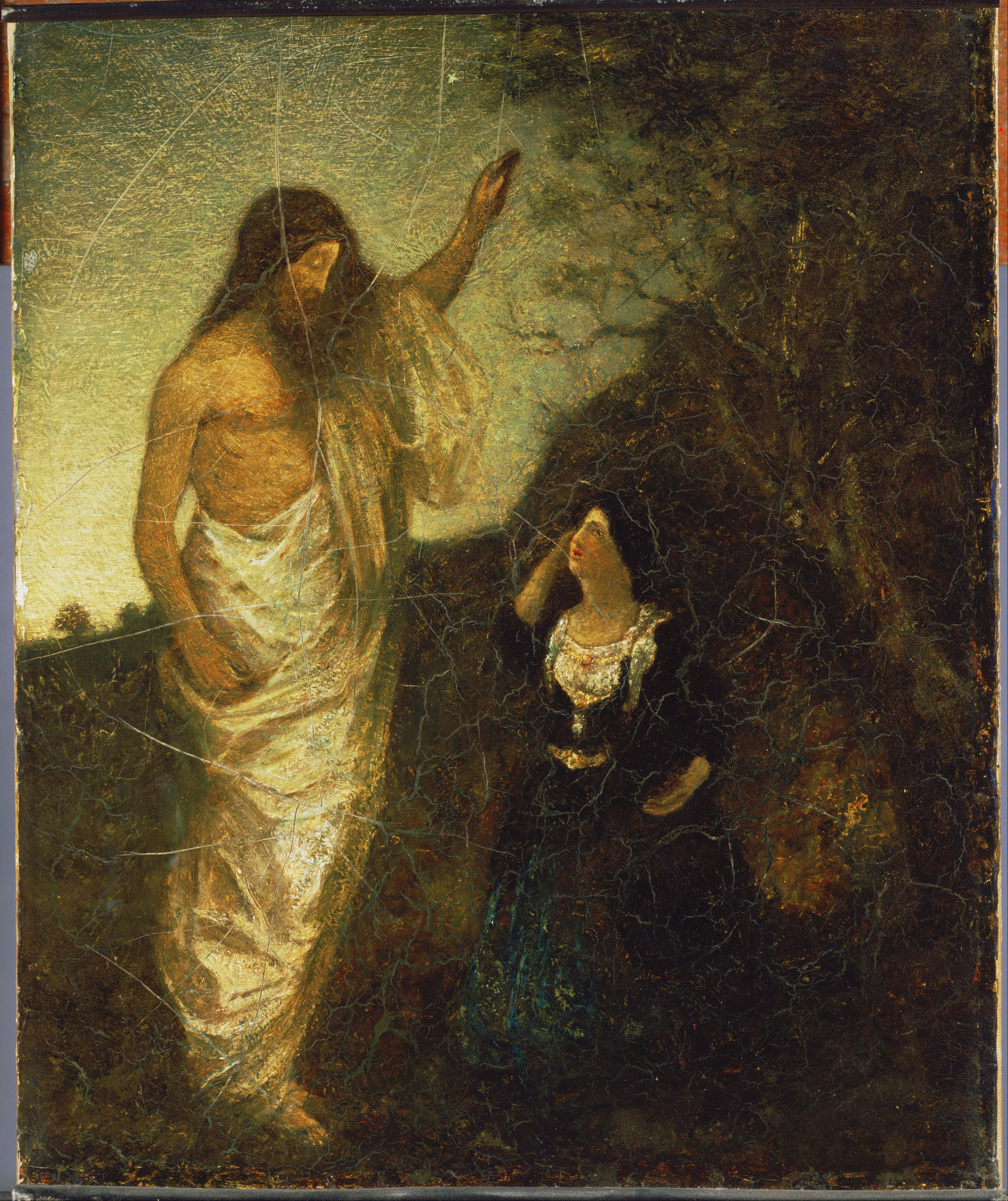
Resurrection
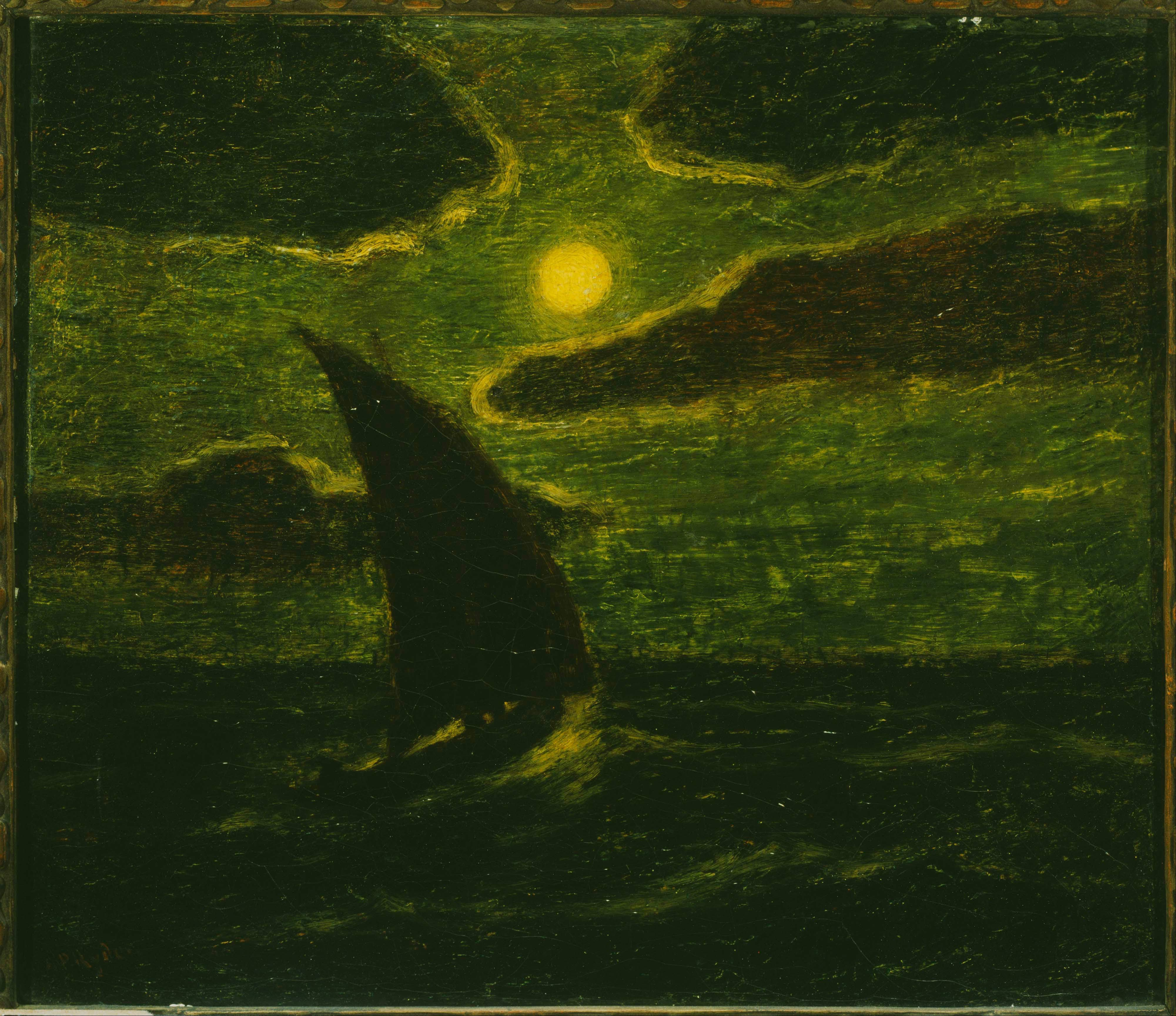
Sailing by Moonlight
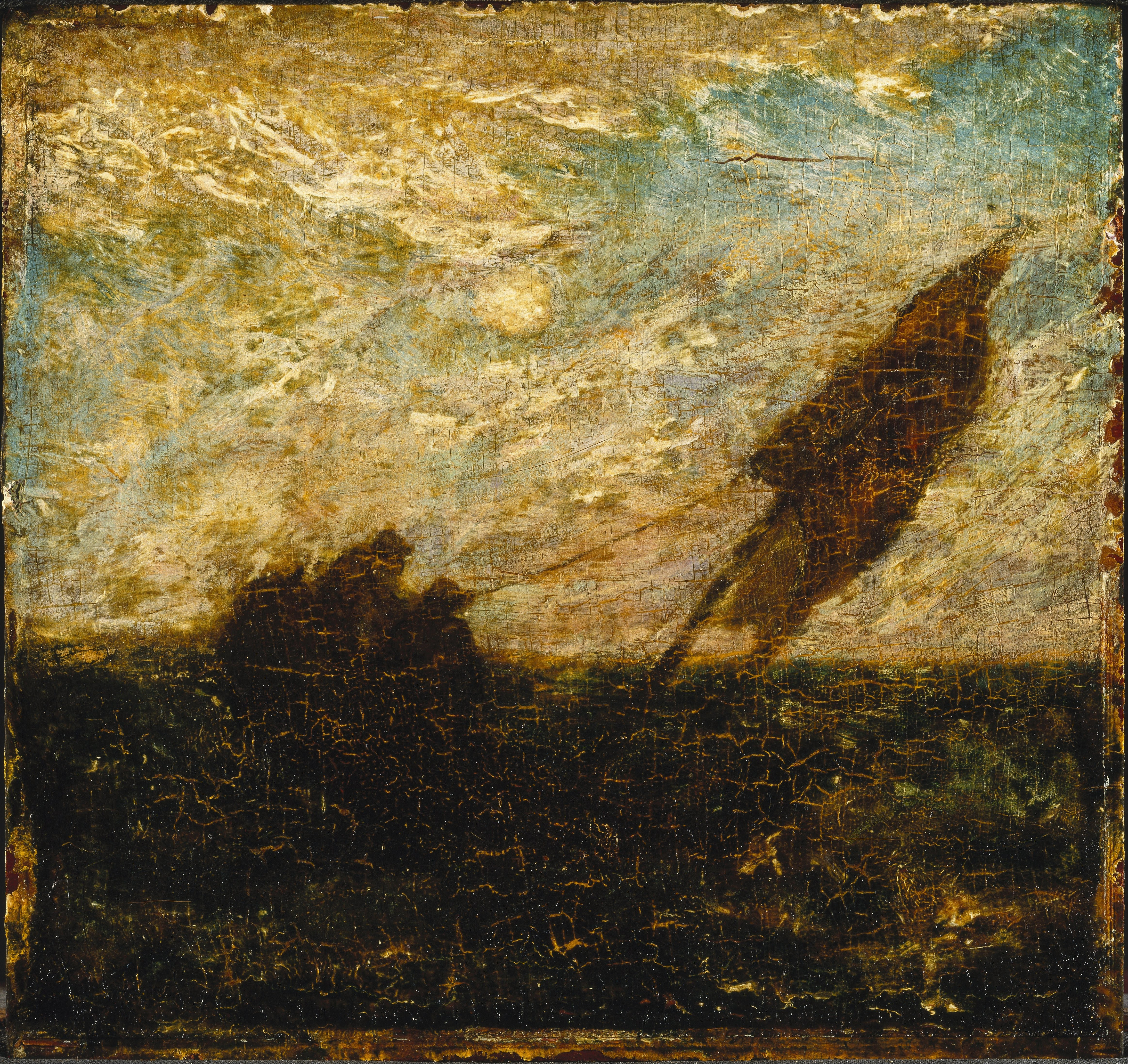
The Waste of Waters is Their Field (al principi de dècada del 1880)
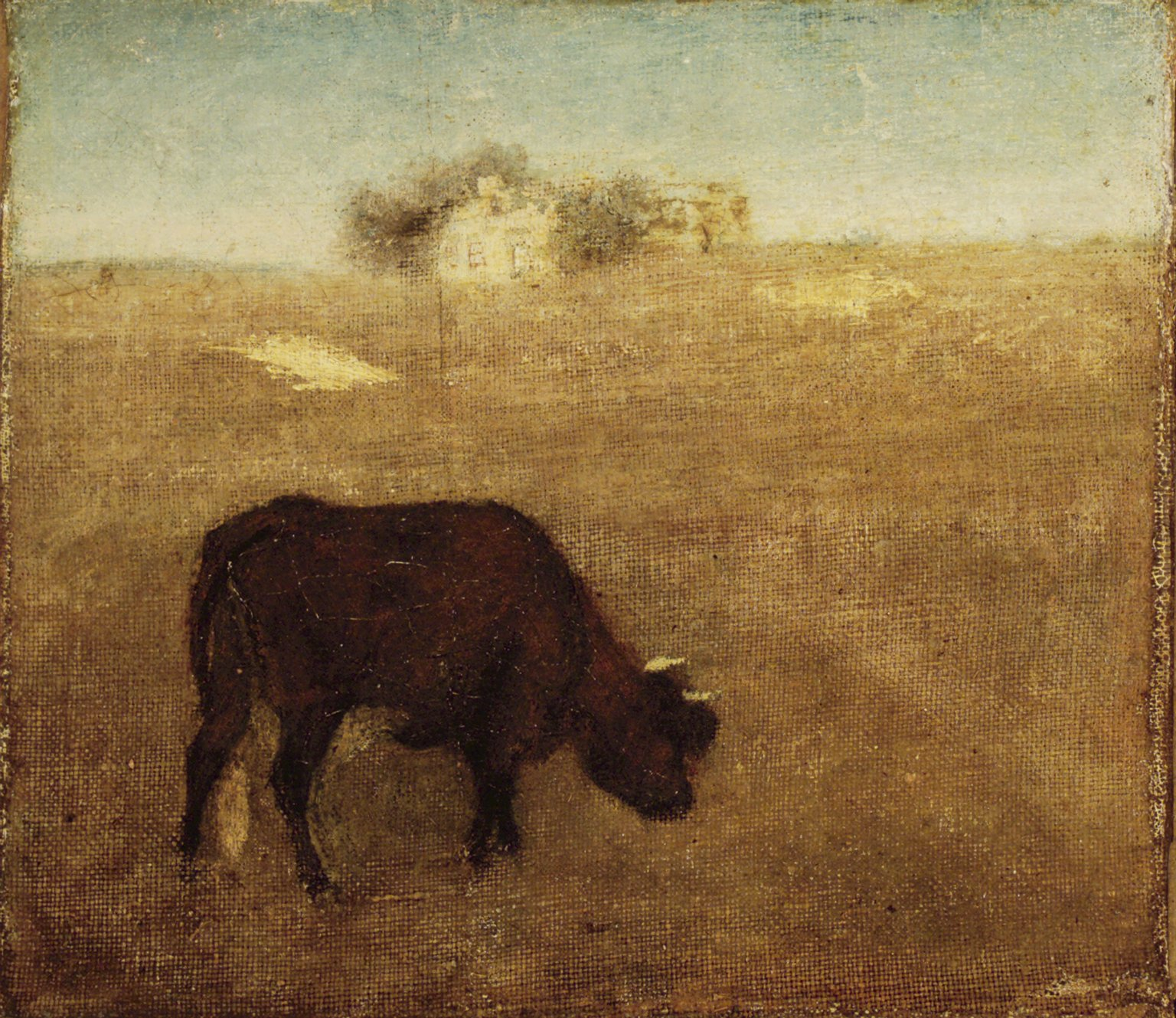
Evening Glow, The Old Red Cow (entre 1870 i 1875)
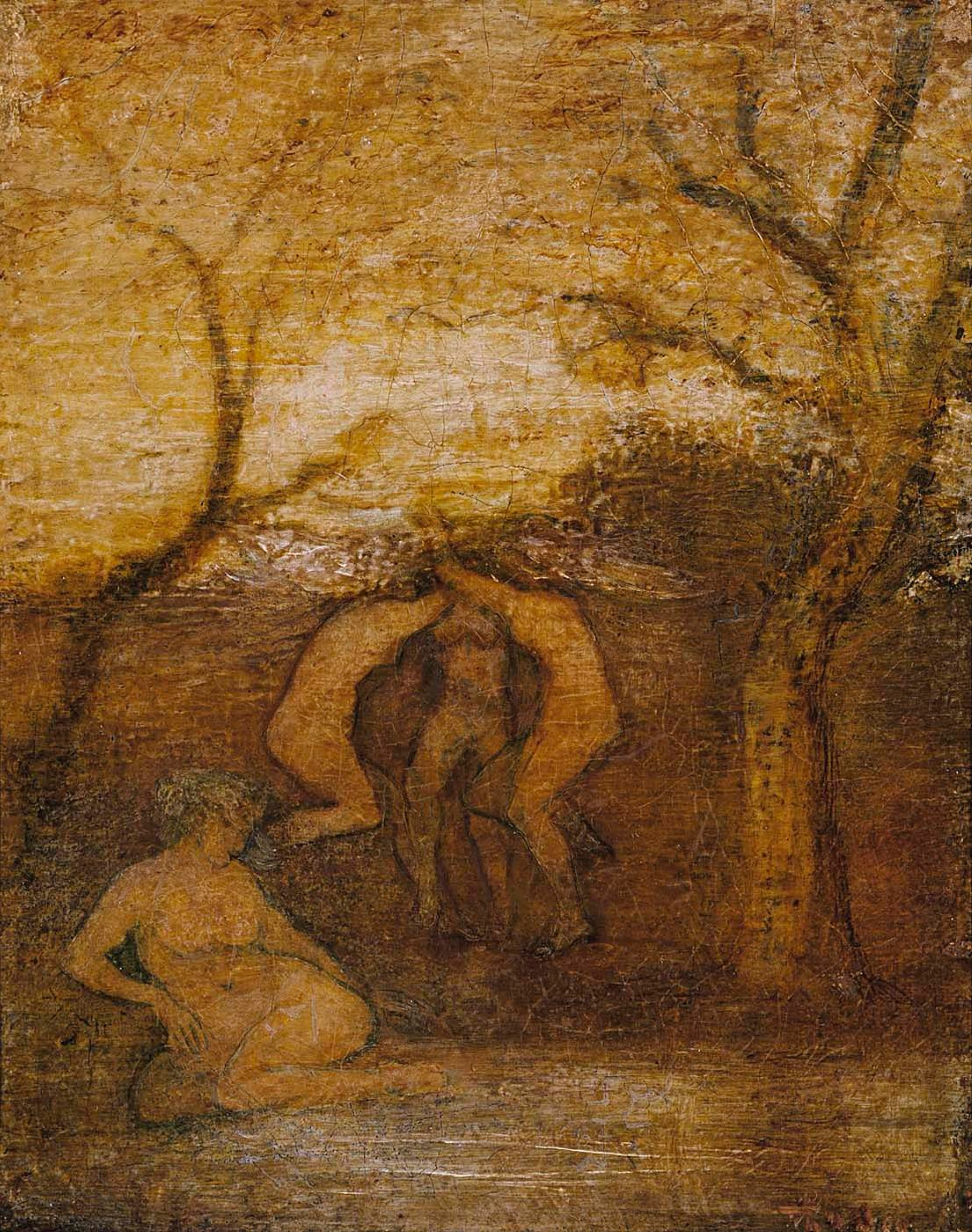
Dancing Dryads (vers el 1879)
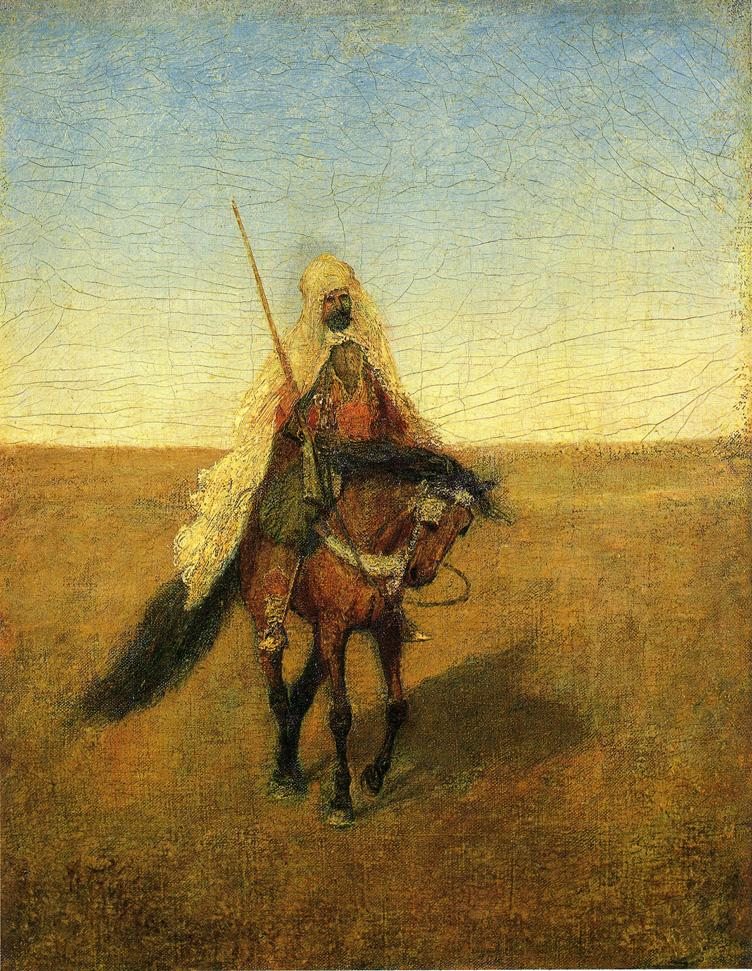
The Lone Scout (cap al 1880)
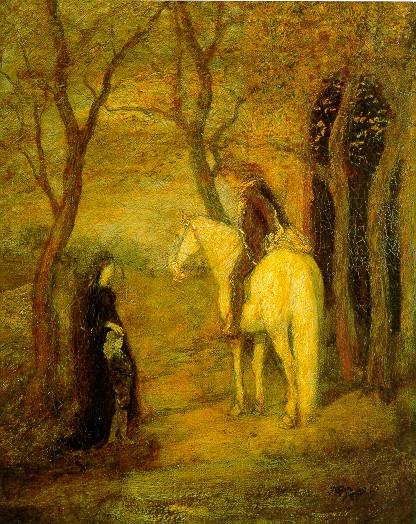
Roadside Meeting
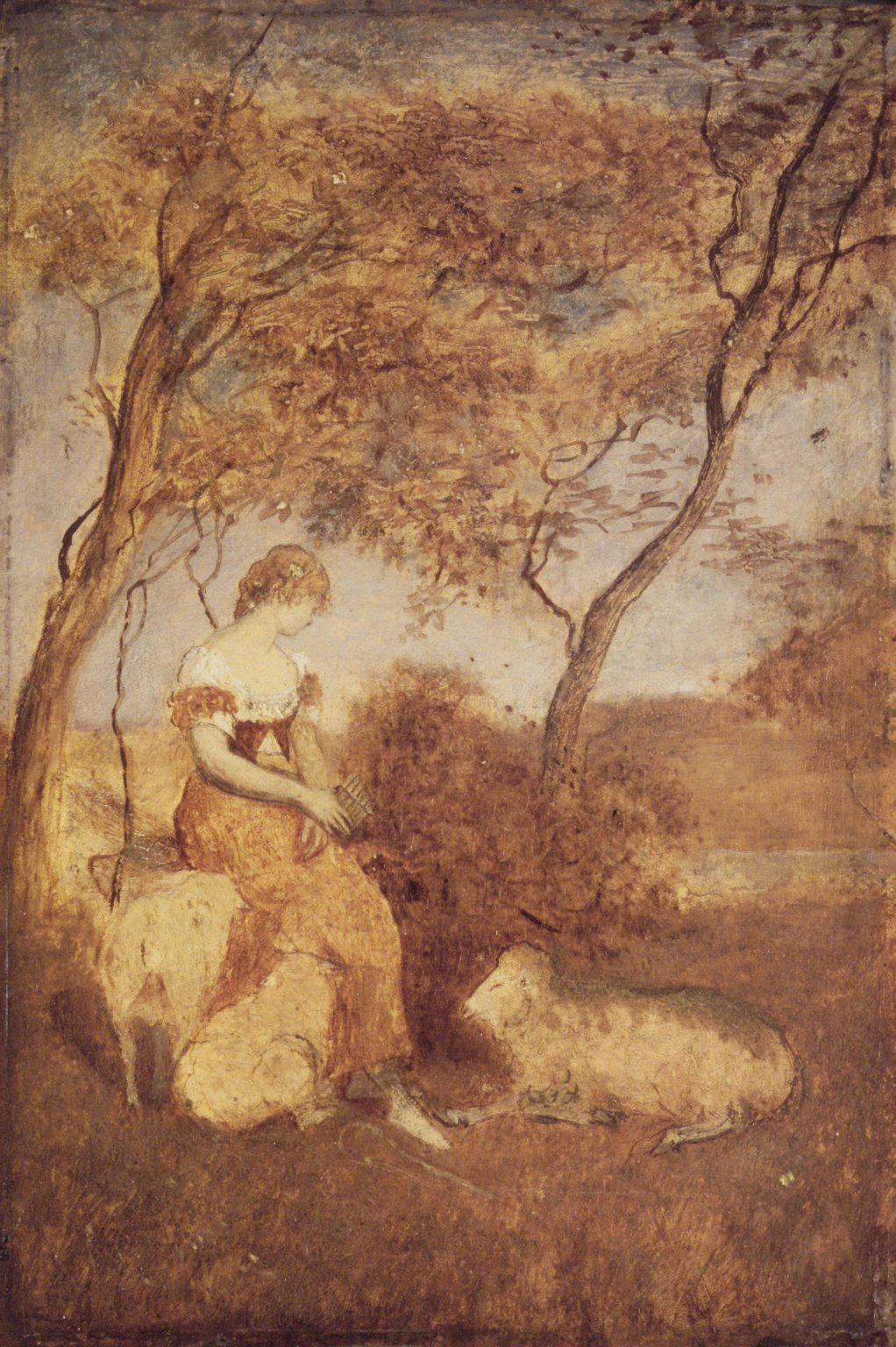
The Shepherdess (cap al 1880)
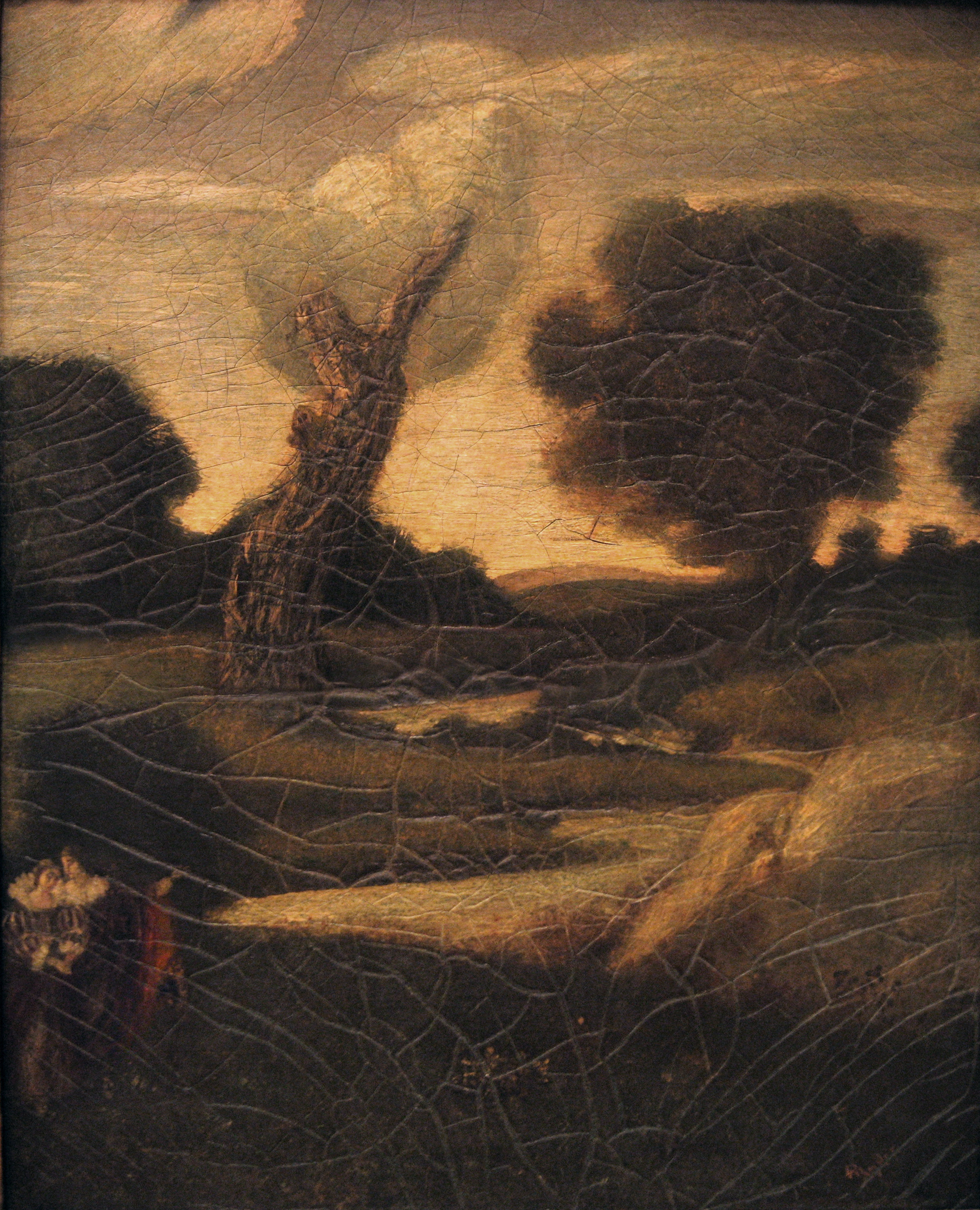
The Forest of Arden (1888-1897, possiblement reelaborat el 1908)